# Édouard-Léon Scott de Martinville

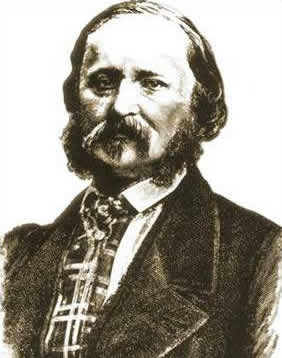
Édouard-Léon Scott de Martinville

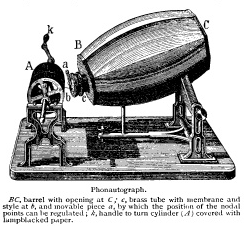
De fonautograaf

Édouard-Léon Scott de Martinville (Parijs, 25 april 1817 - aldaar, 26 april 1879) was een Franse typograaf, publicist, boekverkoper en uitvinder van de fonautograaf, de voorloper van de fonograaf. Hij maakte op 9 april 1860 de oudst bekende opname van de menselijke stem.

## Fonautograaf
De fonautograaf van Scott de Martinville bestond uit een kleine hoorn die geluid opving, en die vervolgens een kleine haar aan het trillen bracht. Het haar tekende door zijn trilling geluidsgolven op een stuk met roet beslagen papier. Jaren later deed Thomas Edison ongeveer hetzelfde. Hij legde de geluidsgolven vast in metaal en was. Scott de Martinville was echter niet in staat om zijn opnamen ook daadwerkelijk af te spelen of te reproduceren.
Omdat Scott de Martinville geen afspeelmogelijkheid had voor zijn opnamen, werd jarenlang gedacht dat Edison in 1877 de eerste persoon was die geluid op kon nemen. Onder het nummer #17.897/31.470  heeft Edouard-Léon Scott de Martinville echter al op 25 maart 1857 patent voor zijn opnameapparaat aangevraagd.

## Herontdekking van de opname vanAu clair de la lune
In 2008 deed de New York Times verslag van de ontdekking van een fonautogram uit 9 april 1860.  Hierin werd vermeld dat onderzoekers van het "Lawrence Berkeley National Laboratory" in Berkeley de visuele opname afspeelbaar hadden gemaakt.  Het fonautogram was een afbeelding uit het Parijse archief van Scott de Matinville en werd gescand en verwerkt met een programma dat een paar jaar daarvoor ontwikkeld was door het Library of Congress.
De opname betreft een fragment van 10 seconden door een zanger. Tijdens de herontdekking in 2008 meende men een jonge vrouwenstem te horen. Toen de opname in 2009 twee keer zo langzaam werd afgespeeld bleek het echter om een mannenstem te gaan, waarschijnlijk van de uitvinder zelf met een vertolking van het Franse lied Au clair de la lune. Deze fonautograafopname geldt nu als de oudst bekende opname van een menselijke stem. Tot de voornoemde ontdekking werd de fonografische opname van Edison uit 1877 beschouwd als zodanig.
|  | |
|  | Au clair de la lune, vroegst herkende geluidsopname van de menselijke stem opgenomen op 9 april 1860, interpretatie uit 2008 (download·info) |

|  | |
|  | Dezelfde opname met gecorrigeerde interpretatie van mei 2009 laat een mannenstem horen (download·info) |

## Publicaties
Als publicist en uitvinder heeft Scott de Martinville de volgende werken uitgebracht:
- Jugement d'un ouvrier sur les romans et les feuilletons à l'occasion de Ferrand et Mariette (1847)
- Histoire de la sténographie depuis les temps anciens jusqu'à nos jours (1849)
- Fixation graphique de la voix (1857)
- Les Noms de baptême et les prénoms (1857)
- Notice sur la vie et les travaux de M. Adolphe Noël Des Vergers
- Essai de classification méthodique et synoptique des romans de chevalerie inédits et publiés. Premier appendice au catalogue raisonné des livres de la bibliothèque de M. Ambroise Firmin-Didot (1870)
- Le Problème de la parole s'écrivant elle-même. La France, l'Amérique (1878)